# Марван, Ярослав
Ярослав Марван (чеш. Jaroslav Marvan; 11 декабря 1901 года, Прага — 21 мая 1974 года, там же) — чехословацкий актёр.

## Биография
Родился в пражском районе Жижков, где его отец служил почтовым чиновником. После окончания гимназии непродолжительное время работал в почтовом ведомстве. В 1920 году был послан работать в Ужгород, который тогда был частью Чехословакии, там стал играть в любительском театре. После возвращения в Прагу его друг Йозеф Чапек помог ему устроиться в театр Власты Буриана. С 1926 года стал сниматься в кино. Список ролей, сыгранных Марваном в довоенном кинематографе, где он исполнял преимущественно эпизодические роли, составляет сто пятьдесят персонажей.
С 1954 года играл в Национальном театре. Сыграл  более чем в двухстах фильмах (например, «Императорский и королевский фельдмаршал» (1930), «Антон Шпелец, снайпер», «Учитель Идеал» (1932), «Ревизор» (1933), "Катакомбы", 
«Тяжкая жизнь авантюриста» (1941), «Ночной мотылёк» (1941), «Призрак замка Моррисвилль», «Никто не знает ничего», «Ночь на Карлштейне», «Похождения красавца-драгуна», «Грешные люди города Праги», «Немая баррикада», «Король Шумавы» (1959)). За продолжительную карьеру его называют актёром трёх поколений.